# Ark Angel
Ark Angel is het zesde deel in de Alex Rider-serie. Het werd eerder vertaald als De Val Van De Aartsengel.

## Verhaal
Alex Riders schotwond is bijna genezen, wanneer het ziekenhuis wordt overvallen door een groep eco-terroristen die een miljardairszoon willen kidnappen. Natuurlijk schiet Alex te hulp. Als dank wordt hij uitgenodigd om op een tropisch eiland een raketlancering naar een ruimtehotel bij te wonen. Dan vraagt de CIA hem de miljardair in de gaten te houden. Dan blijkt dat de miljardair en de ecoterroristen onder één hoedje spelen. Alex moet hoog in de ruimte een strijd uitvechten in een ruimtehotel om er voor te zorgen dat Washington blijft bestaan en er geen oorlog komt tussen de Verenigde Staten en het Verenigd Koninkrijk.